# Takko, Aomori
Takko (田子町 Takko-machi) là thị trấn thuộc huyện Sannohe, tỉnh Aomori, Nhật Bản. Tính đến ngày 1 tháng 10 năm 2020, dân số ước tính thị trấn là 4.968 người và mật độ dân số là 21 người/km2. Tổng diện tích thị trấn là 242 km2.